# S/2004 S 39
S/2004 S 39 — естественный спутник Сатурна. Его открытие было объявлено Скоттом Шеппардом, Дэвидом Джуиттом и Дженом Клина 8 октября 2019 года из наблюдений, проведённых в период с 12 декабря 2004 года по 21 марта 2007 года.
Диаметр S/2004 S 39 — около 3 км, большая полуось —  23 575 000 км, период обращения — 1277,5 земных суток, обращается вокруг Сатурна с прямым направлением под наклоном 167,6° к плоскости эклиптики, эксцентриситет орбиты — 0,081.